# Malo Crniće
Malo Crniće (izvirno srbsko Мало Црниће) je naselje v Srbiji, ki upravno spada pod Občino Malo Crniće; slednja pa je del Braničevskega upravnega okraja.

## Demografija
V naselju živi 721 polnoletnih prebivalcev, pri čemer je njihova povprečna starost 42,7 let (40,4 pri moških in 44,8 pri ženskah). Naselje ima 285 gospodinjstev, pri čemer je povprečno število članov na gospodinjstvo 3,09.
To naselje je, glede na rezultate popisa iz leta 2002, večinoma srbsko.
|  |

| Demografija | Demografija     | Demografija     |
| Leto        | Št. prebivalcev | Št. prebivalcev |
| ----------- | --------------- | --------------- |
|             |                 |                 |
|             |                 |                 |
|             |                 |                 |
|             |                 |                 |
| 1948        | 1258            |                 |
| 1953        | 1354            |                 |
| 1961        | 1412            |                 |
| 1971        | 1307            |                 |
| 1981        | 1225            |                 |
| 1991        | 1113            | 939             |
| 2002        | 1062            | 882             |
|             |                 |                 |

| Etnična sestava po popisu iz leta 2002 | Etnična sestava po popisu iz leta 2002 | Etnična sestava po popisu iz leta 2002 | Etnična sestava po popisu iz leta 2002 | Etnična sestava po popisu iz leta 2002 |
| -------------------------------------- | -------------------------------------- | -------------------------------------- | -------------------------------------- | -------------------------------------- |
| Srbi                                   | Srbi                                   |                                        | 827                                    | 93,76%                                 |
| Romi                                   | Romi                                   |                                        | 44                                     | 4,98%                                  |
| Romuni                                 | Romuni                                 |                                        | 2                                      | 0,22%                                  |
| Črnogorci                              | Črnogorci                              |                                        | 1                                      | 0,11%                                  |
| Neznano                                | Neznano                                |                                        | 8                                      | 0,90%                                  |